# Itamuton magallanes
Itamuton magallanes là một loài tò vò trong họ Ichneumonidae.